# Duosperma nudantherum
Duosperma nudantherum är en akantusväxtart som först beskrevs av Charles Baron Clarke och som fick sitt nu gällande namn av Richard Kenneth Brummitt.
Duosperma nudantherum ingår i släktet Duosperma och familjen akantusväxter. Inga underarter finns listade i Catalogue of Life.